# Saint-André-en-Royans
 Saint-André-en-Royans  es una población y comuna francesa, en la región de Ródano-Alpes, departamento de Isère, en el distrito de Grenoble y cantón de Pont-en-Royans.

## Demografía
| 311 | 278 | 239 | 251 | 273 | 297 |
| Para los censos de 1962 a 1999 la población legal corresponde a la población sin duplicidades (Fuente: INSEE [Consultar]) |     |     |     |     |     |